# Wiedeński Filharmonik (moneta)
Wiedeński Filharmonik (Wiener Philharmoniker)  – moneta bulionowa wykonaną ze złota, platyny lub srebra produkowaną przez Mennicę Austriacką (Münze Österreich). 

## Opis
Moneta wzięła swoją nazwę od orkiestry Filharmoników Wiedeńskich, którą zainspirował się Thomas Pesendorfer projektując w 1989 roku awers i rewers monety. Awers przedstawia organy z wiedeńskiej sali koncertowej, a rewers instrumenty orkiestry. Moneta została po raz pierwszy wybita w 1989 jako jednouncjowa złota moneta o nominale 2000 szyligów austriackich. W 2002 roku po przyjęciu przez Austrię waluty euro, nominał złotej monety uncjowej został zmieniony na 100 euro. W 2008 roku Mennica Austriacka wybiła monetę srebrną jednouncjową o nominale 1,5 euro, z tym samym projektem. W 2016 roku została zaprezentowana moneta platynowa o nominale 100 euro.

## Historia i projekt
Od listopada 1988 roku zmiana prawa austriackiego umożliwiła emisję czystego złota do celów inwestycyjnych. Tak zrodził się pomysł zaprojektowania złotej monety symbolizującej Austrię. Omówiono wiele możliwych tematów monety, aż w końcu zagłosowano na muzykę - ambasadora, którego język jest rozumiany na całym świecie. Monetę zaprojektował Thomas Pesendorfer, główny grawer Mennicy Austriackiej. Na rewers wybrał osiem charakterystycznych instrumentów orkiestrowych: cztery skrzypce i wiolonczelę na pierwszym planie oraz róg wiedeński, fagot i harfę z tyłu. Na awersie znajdują się słynne organy piszczałkowe z Goldener Saal z wiedeńskiego Musikverein, rozpoznawane na całym świecie jako tło dla noworocznych koncertów Filharmonii. Gablota organowa została zaprojektowana przez odpowiedzialnego za cały budynek architekta Theophila von Hansena. Oryginalne organy zostały zbudowane przez Friedricha Ladegasta w 1872 roku i od tego czasu organy były wielokrotnie odnawiane i wymieniane, ostatnia miała miejsce w 2011 roku. Wizualnie korpus organów pozostaje niezmieniony pomimo zmian technicznych. Nad organami w półkolu umieszczono napis „Republik Oesterreich”, a pod balustradą organów znajduje się masa i czystość monety, a poniżej data emisji. W dolnej części monety widnieje jej nominał. Brzeg monety jest ząbkowany.
Specyfikacja złotych monet Wiedeński Filharmonik:
| Rozmiar | Średnica         | Grubość          | Waga     | Nominał  | Nominał         | Rok emisji |
| ------- | ---------------- | ---------------- | -------- | -------- | --------------- | ---------- |
| 1⁄25 oz | 13,0 mm (0.5 in) |                  | 1,2441 g | 4 euro   | 4 euro          | od 2014    |
| 1⁄10 oz | 16,0 mm (0.6 in) | 1,2 mm (0.05 in) | 3,121 g  | 10 euro  | 200 szylingów   | od 1991    |
| 1⁄4 oz  | 22,0 mm (0.9 in) | 1,2 mm (0.05 in) | 7,776 g  | 25 euro  | 500 szylingów   | od 1989    |
| 1⁄2 oz  | 28,0 mm (1.1 in) | 1,6 mm (0.06 in) | 15,552 g | 50 euro  | 1 000 szylingów | od 1994    |
| 1 oz    | 37,0 mm (1.5 in) | 2,0 mm (0.08 in) | 31,103 g | 100 euro | 2 000 szylingów | od 1989    |

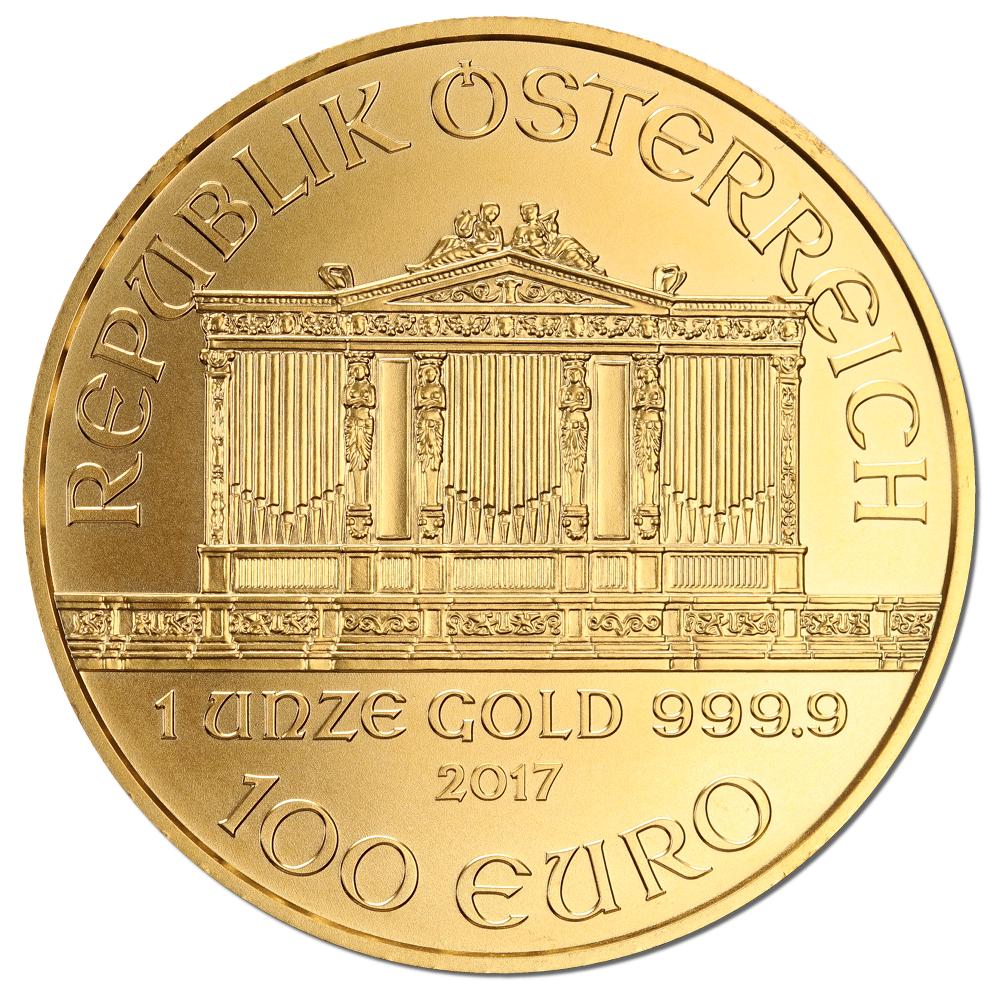
1 oz Wiedeński Filharmonik 2017 awers

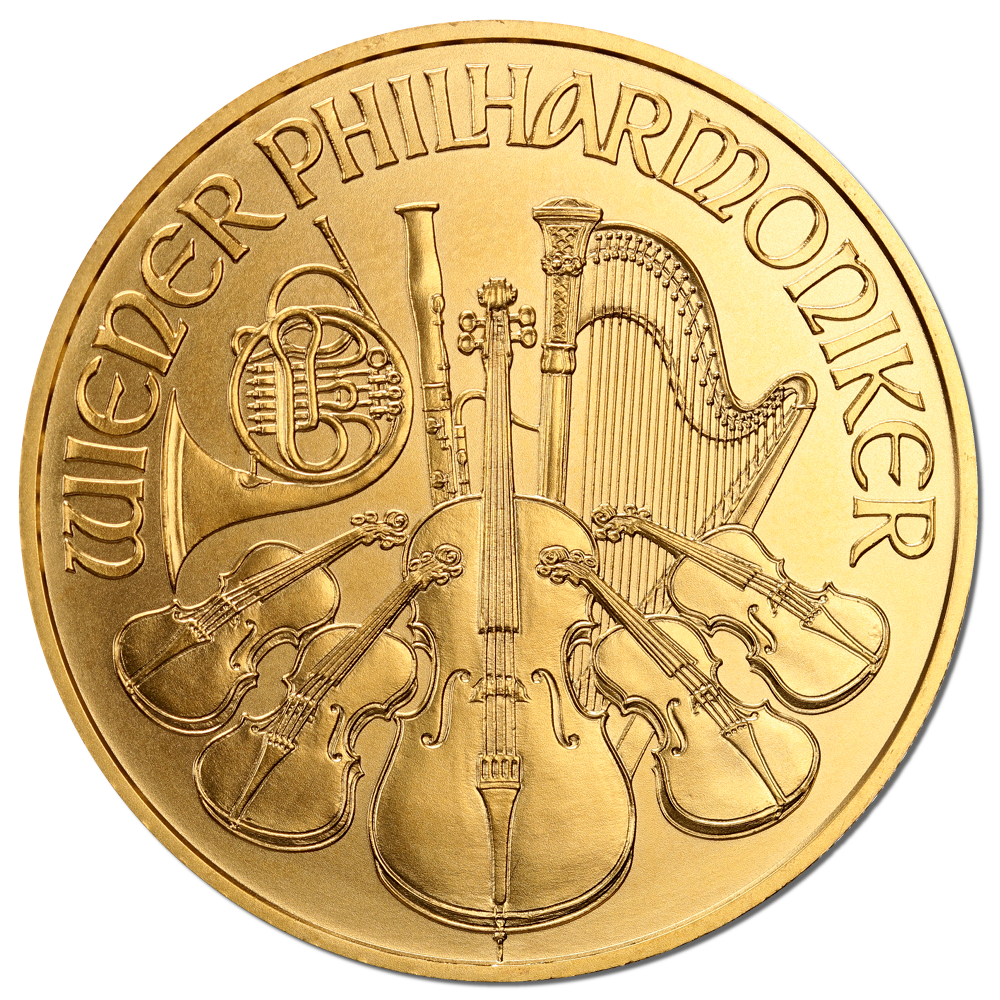
1 oz Wiedeński Filharmonik 2017 rewers

Specyfikacja srebrnej monety Wiedeński Filharmonik:
| Rozmiar | Średnica         | Grubość          | Waga     | Nominał   | Rok emisji |
| ------- | ---------------- | ---------------- | -------- | --------- | ---------- |
| 1 oz    | 37,0 mm (1.5 in) | 3,2 mm (0.13 in) | 31,103 g | 1,50 euro | od 2008    |

Specyfikacja platynowych monet Wiedeński Filharmonik
| Rozmiar | Średnica         | Grubość           | Waga    | Nominał  | Rok emisji |
| ------- | ---------------- | ----------------- | ------- | -------- | ---------- |
| 1⁄25 oz | 1,0 mm (0.5 in)  |                   | 1,24 g  | 10 euro  | od 2017    |
| 1 oz    | 37,0 mm (1.5 in) | 1,35 mm (0.05 in) | 31,10 g | 100 euro | od 2016    |

## Wielkość produkcji

### Złote monety
| Rok  | 1⁄25 oz | 1⁄10 oz | 1⁄4 oz  | 1⁄2 oz  | 1 oz    |
| ---- | ------- | ------- | ------- | ------- | ------- |
| 1989 | –       | –       | 272 000 | –       | 351 000 |
| 1990 | –       | –       | 162 000 | –       | 484 500 |
| 1991 | –       | 82 500  | 146 000 |         | 233 500 |
| 1992 | –       | 99 000  | 176 000 | –       | 537 000 |
| 1993 | –       | 99 500  | 126 000 | –       | 234 000 |
| 1994 | –       | 112 000 | 121 200 | 94 700  | 218 600 |
| 1995 | –       | 151 100 | 156 000 | 57 400  | 645 500 |
| 1996 | –       | 128 300 | 139 200 | 88 000  | 377 600 |
| 1997 | –       | 115 300 | 100 700 | 68 200  | 408 300 |
| 1998 | –       | 102 800 | 90 800  | 47 300  | 330 300 |
| 1999 | –       | 145 000 | 81 600  | 44 200  | 230 700 |
| 2000 | –       | 32 600  | 25 900  | 20 500  | 245 700 |
| 2001 | –       | 26 400  | 25 800  | 26 800  | 54 700  |
| 2002 | –       | 75 789  | 40 807  | 40 922  | 164 105 |
| 2003 | –       | 59 654  | 34 019  | 26 848  | 179 881 |
| 2004 | –       | 67 994  | 32 449  | 24 269  | 176 319 |
| 2005 | –       | 62 071  | 32 817  | 21 049  | 158 564 |
| 2006 | –       | 39 892  | 29 609  | 20 08   | 82 174  |
| 2007 | –       | 76 325  | 34 631  | 5 091   | 108 675 |
| 2008 | –       | 176 682 | 97 090  | 73 778  | 715 842 |
| 2009 | –       | 437 706 | 171 992 | 92 249  | 903 047 |
| 2010 | –       | 226 685 | 84 968  | 56 607  | 501 951 |
| 2011 | –       | 272 227 | 102 026 | 73 488  | 586 686 |
| 2012 | –       | 176 262 | 64 314  | 49 483  | 341 411 |
| 2013 | –       | 193 115 | 77 219  | 69 573  | 579 223 |
| 2014 | 78 551  | 147 461 | 68 440  | 57 816  | 418 919 |
| 2015 | 88 157  | 263 439 | 112 228 | 101 500 | 647 100 |
| 2016 | 67 91   | 181 536 | 91 809  | 78 460  | 451 007 |
| 2017 | 40 186  | 131 815 | 65 086  | 52 281  | 355 436 |
| 2018 | 44 637  | 116 932 | 46 080  | 44 750  | 318 334 |
| 2019 | 44 023  | 100 697 | 56 199  | 40 890  | 164 312 |
| 2020 | 119 230 | 329 377 | 155 908 | 112 430 | 706 626 |

### Platynowe monety
| Rok  | 1⁄25 oz | 1 oz   |
| ---- | ------- | ------ |
| 2016 | –       | 35 257 |
| 2017 | 4 100   | 15 354 |
| 2018 | 2 814   | 13 753 |
| 2019 | 2 034   | 17 798 |
| 2020 | 4 913   | 40 891 |

### Srebrne monety
| Rok  | 1 oz       |
| ---- | ---------- |
| 2008 | 7 773 000  |
| 2009 | 9 014 800  |
| 2010 | 11 358 200 |
| 2011 | 17 873 700 |
| 2012 | 8 769 200  |
| 2013 | 14 536 400 |
| 2014 | 4 643 508  |
| 2015 | 7 298 593  |
| 2016 | 3 448 390  |
| 2017 | 2 064 804  |
| 2018 | 2 101 592  |
| 2019 | 2 904 983  |
| 2020 | 7 193 117  |

## Wersje specjalne
„Big Phil”

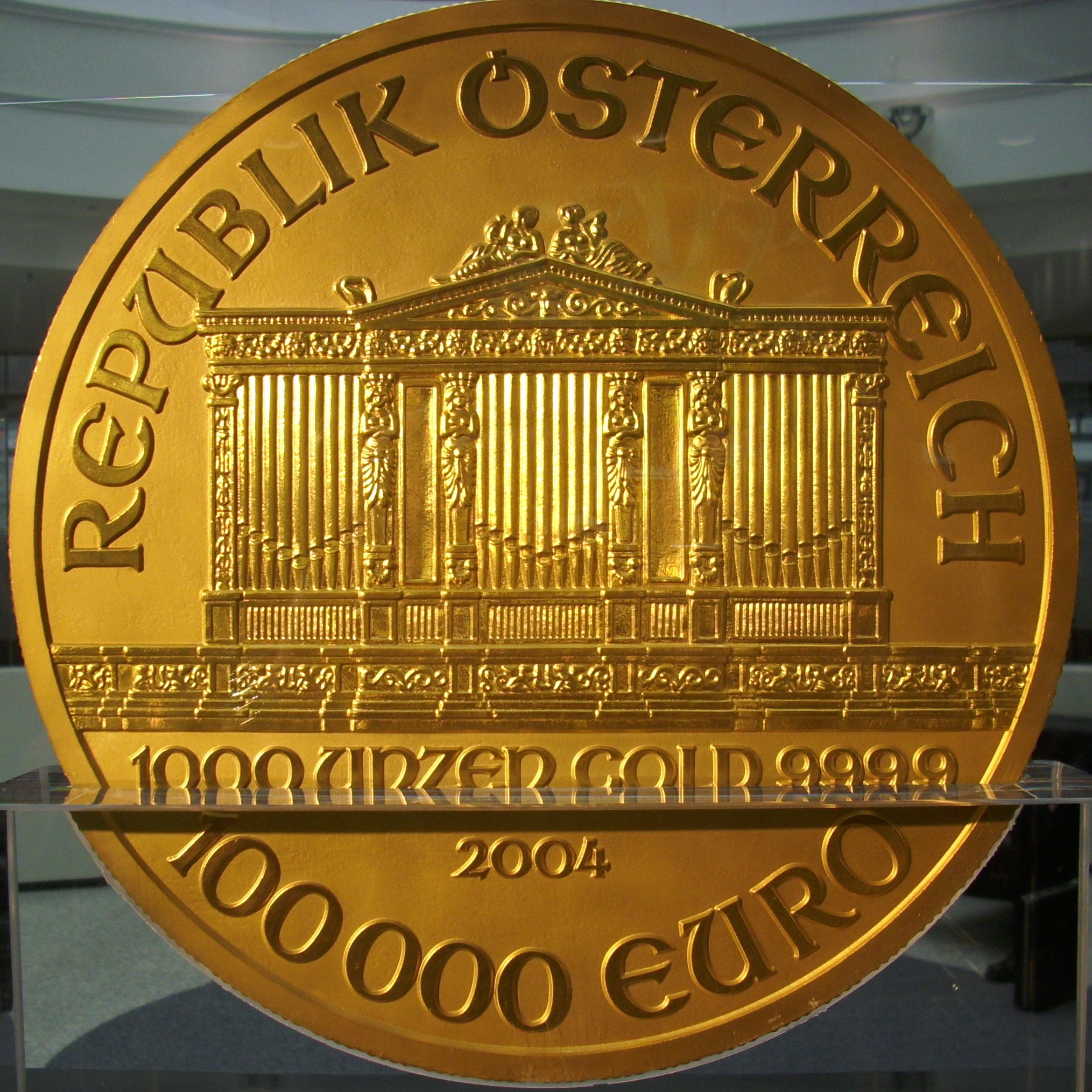
Big Phil

Z okazji 15. rocznicy wydania monety bulionowej Filharmoników Wiedeńskich w 2004 r. Mennica austriacka stworzyła wersję o nominale 1000 uncji trojańskich, o wartości nominalnej 100 000 euro. Moneta „Big Phil” zawiera 31,103 kilograma (68,57 funta) złota. Wymiary zostały zwiększone dziesięciokrotnie w stosunku do jednej uncji monety, uzyskując średnicę 37 centymetrów (15 cali) i 2 centymetry (0,79 cala) grubości (10 razy grubszą; 10 razy szerszą; 1000 razy cięższą niż standardowa moneta 1-uncjowa). Była to jedna z największych monet o najwyższym nominale, dopóki nie została przyćmiona w 2007 roku przez 100-kilogramową (220 funtów) wersję kanadyjskiego liścia klonowego Royal Canadian Mint o wartości nominalnej 1 000 000 dolarów kanadyjskich. Zgodnie z tematem 15-lecia wyprodukowano zaledwie piętnaście filharmoników za 100 000 euro. Monetę odsłonięto przed Wiener Riesenrad w Wiedniu. Jedna z monet jest eksponowana we foyer monachijskiej siedziby firmy Pro Aurum.
20-uncjowa złota moneta
Z okazji 20. rocznicy wydania monety Filharmonicy Wiedeńscy, Mennica Austriacka stworzyła nowy rozmiar monety. Ta moneta ma wartość nominalną 2000 euro i wagę 20 uncji trojańskich lub 622 gramów. Średnica wynosi 74 milimetry (3 cale) przy grubości 8,3 milimetra (0,3 cala). W momencie emisji w październiku 2009 r. Wartość materiału wynosiła około 14 000 euro. Ze względu na ograniczone bicie moneta została sprzedana z premią około 10 procent powyżej ceny złota. Całkowity obieg tych monet wyniósł 6027 (co daje 2009 monet na każdym z rynków europejskich, amerykańskich i japońskich), które były sprzedawane w wyłożonych aksamitem drewnianych skrzyniach z certyfikatami.